# Riders on the Storm (Band)
Riders on the Storm (auch bekannt als Manzarek-Krieger oder The Doors of the 21st Century) war eine amerikanische Rockband. Benannt hat sich die Gruppe um die ehemaligen Mitglieder von The Doors, Ray Manzarek und Robby Krieger, nach einem Song der Gruppe.

## Geschichte
Nachdem der Doors-Sänger Jim Morrison 1971 verstorben war, nahmen die übrig gebliebenen Mitglieder der Gruppe Robby Krieger, John Densmore und Ray Manzarek noch zwei weitere Alben (Other Voices und Full Circle) unter dem Namen „The Doors“ auf. Da der Erfolg ausblieb, beschloss man 1973, die Gruppe aufzulösen.
Die Wege der verbliebenen Mitglieder trennten sich. Man traf sich am 26. September 2000 zu einem Reunion-Konzert wieder, bei dem die Doors mit anderen namhaften Sängern wie zum Beispiel Perry Farrell, Scott Weiland, Scott Stapp, Travis Meeks und Ian Astbury die alten Doors-Lieder neu interpretierten.
Danach wurde es erneut ruhig um die Band – bis zum Jahr 2002, als man beschloss, mit Ian Astbury, dem Sänger der Band The Cult, in der Morrison-Rolle auf US-Tournee zu gehen. Aufgrund eines Rechtsstreits mit dem ehemaligen Doors-Schlagzeuger John Densmore, der durch Ty Dennis ersetzt wurde, und den Eltern von Jim Morrison nannte sich die Gruppe von nun an The Doors Of The 21st Century (oder kurz D21C). Bei dieser Tournee wurde die DVD L.A. Woman Live aufgenommen, die 2003 in Deutschland erschien. Bei der Tournee, wie auch bei der im Jahr 2004 folgenden Welttournee spielte die Band anders als früher mit einem eigenen Bassisten, Angelo Barbera, der später durch Phil Chen ersetzt wurde.
Im Jahr 2005 folgte ein neuer Rechtsstreit, der am 22. Juli damit endete, dass die Band weder mit dem Namen „The Doors“ noch unter dem bekannten Logo auftreten darf. Des Weiteren ordnete das Gericht an, dass man alle Gewinne, die als D21C erwirtschaftet wurden, an die ehemalige The Doors-Partnerschaft herauszugeben habe. Seit dem Gerichtsurteil nannte sich die Band Riders on the Storm (nach einem Lied der Doors vom Album L.A. Woman). 2005 ging die Gruppe erneut auf US-Tournee, der 2006 eine Mini-Welttournee folgte, bei der die Band auch zwei Konzerte in Deutschland gab.
Im März 2007 stieg Ian Astbury aus. Danach wurde Brett Scallions als Sänger engagiert, der früher Sänger bei der Gruppe „Fuel“ war. Nach Beendigung der Zusammenarbeit mit ihm tourten Manzarek-Krieger seit 2009 gelegentlich unter ihren Nachnamen beziehungsweise als Ray Manzarek and Robby Krieger of The Doors.
Aus Anlass des 40. Todestages von Jim Morrison gingen Manzarek-Krieger auf eine Europatournee, die sie am 3. Juli 2011 in Paris mit einem Konzert im Bataclan begannen. Als Sänger engagierten sie Dave Brock (Wild Child). Ray Manzarek verstarb am 20. Mai 2013 in Rosenheim (BRD).

## Diskografie

### CD (unter dem NamenThe Doors of the 21st Century)
- Live in Hollywood New Year’s Eve 2003 (2004)
- Live at Music Midtown (2004)
- Live at Sunfest (2004)
- Live at Mohegan Sun Arena (2004)
- Live at the Universal Lending Pavilion, Denver (2004)
- Live on New Years Eve 2004 (2005)

### DVD (unter dem NamenThe Doors Of The 21st Century)
- L.A. Woman Live (2003)